# سانت خولیا دل یر ای بنماتی
سانت خولیا دل یر ای بنماتی (به اسپانیایی: Sant Julià del Llor i Bonmatí) یک شهرستان در اسپانیا است که در خرنا واقع شده‌است.

## خصوصیات
سانت خولیا دل یر ای بنماتی ۹٫۸ کیلومترمربع مساحت و ۱٬۲۷۶ نفر جمعیت دارد و ۱۱۷ متر بالاتر از سطح دریا واقع شده‌است.